# Pincio

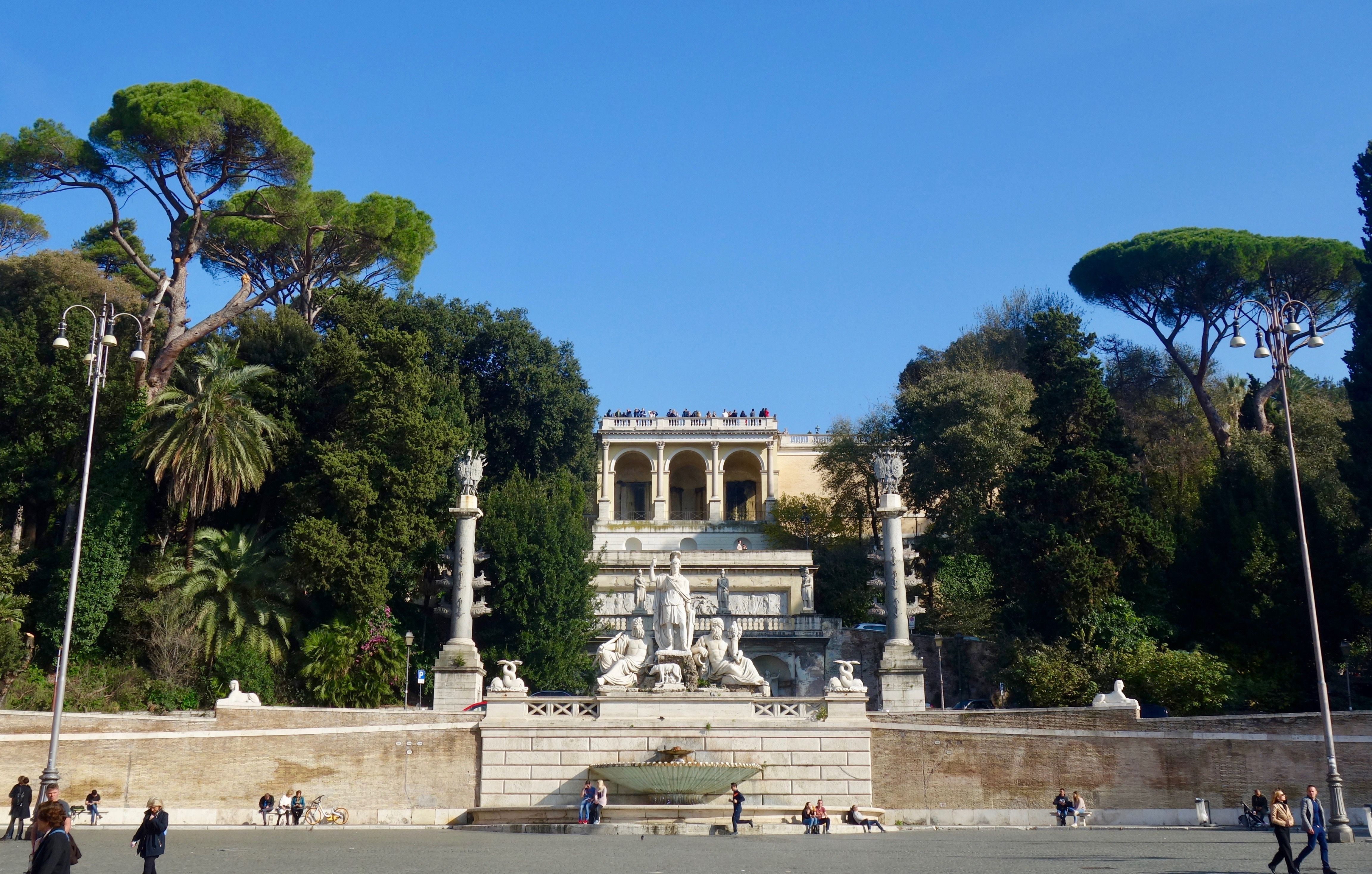
Escalinata que lleva de la Piazza del Popolo hasta la colina de Pincio al este.

El monte Pincio (latín: Mons Pincius) es un monte de Roma, Italia, que se encuentra al norte de la colina de Quirinal, con vista al Campus Martius. Aunque se hallaba fuera de los límites originarios de la antigua ciudad de Roma, y no era una de las siete colinas de Roma, sí estaba ubicada dentro de la muralla construida por el emperador romano Aureliano entre los años 270 y 273.
Varias familias importantes de la Antigua Roma tuvieron sus mansiones y jardines (conocidos como horti) en el Pincio durante el último periodo de la República Romana, los que incluían los Horti Lucullani (creados por Lucio Licinio Lúculo), los Horti Sallustiani (creados por el historiador Salustio), los Horti Pompeiani y los Horti Aciliorum. En la antigüedad, el monte era conocido como Collis Hortulorum (la Colina de los Jardines). Su nombre actual proviene de una de las familias que vivieron allí durante el siglo IV, los Pincii.
Aún existen varias villas y jardines que ocupan el monte, entre los que se incluyen los jardines Borghese. La Piazza Napoleone, en la cima del monte, tiene vista de la Piazza del Popolo, a la cual llevan las escaleras que se encuentran detrás al oeste, y del horizonte de Roma al sur y al oeste.